# Угода про делімітацію морського кордону між Домінікою і Францією
Угода про делімітацію морського кордону між Домінікою і Францією, підписана 1987 року, визначила морський кордон між Домінікою і французькими островами Гваделупою і Мартинікою. Це перша Міжнародна угода про делімітацію морського кордону в регіоні Центральної Америки/Вест-Індії, заснована на принципах Конвенції ООН з морського права.

## Історія
Угоду підписано в Парижі 7 вересня 1987 року. Текст угоди встановлює два кордони. Перший кордон, довжиною 298 морських миль (552 км), відділяє Домініку від Гваделупи на півночі і являє собою спрощену еквідистантну лінію, яка проходить через протоку Домініка приблизно в напрямку схід-захід. Складається зі семи прямих морських ділянок, визначених вісьмома окремими координатними точками.
Південніша межа відокремлює Домініку від Мартиніки на півдні. Вона має довжину 294 морських милі (544 км) і являє собою спрощену еквідистантну лінію, яка проходить через протоку Мартиніка приблизно в напрямку схід-захід і приблизно паралельно першій межі. Складається з п'яти відрізків прямої, визначених шістьма окремими координатними точками.
Угода набула чинності 23 грудня 1988 року, після її ратифікації обома державами. Повна назва - Угода про делімітацію морського кордону між Урядом Французької Республіки і Урядом Домініки. Угоду підписали прем'єр-міністр Франції Жак Ширак і прем'єр-міністр Домініки Юджинія Чарлз.